# Anomia
Anomia (1985) este o povestire științifico-fantastică a scriitorului român Mihail Grămescu. Catalogată drept microroman, ea a fost publicată în Almanahul Anticipația 1986.

## Intriga
Acțiunea se petrece într-un stat totalitarist din America Centrală, pe o insulă controlată de Hunta militară. Niro, specialist în chimie și fizică subnucleară, este concediat de la locul său de muncă în urma intrigilor unor colegi. Disperat că nu are cu ce să-și mai întrețină familia, este dispus să accepte orice slujbă și apelează pentru asta la conducerea Huntei.
Spre marea lui surpriză, primește un post conform specializării sale, lucru care nu se întâmplase la precedentul loc de muncă. Însă noua slujbă este extrem de ciudată. Personalul are o fluctuație anormală și există chiar momente în care nimeni nu se află în clădire. Mai mult, dacă uneori șefii său nu par interesați de respectarea orarului, alteori sunt extrem de stricți, până la a schimba peste noapte programul, fără știrea lui Niro.
Nici munca pe care o are de desfășurat nu se conformează normalității. Deși se face mare tam-tam pe marginea importanței sale și a specializărilor pe care le are, de multe ori Niro este lăsat să citească ore în șir, șeful său cerându-și chiar scuze dacă îl întrerupe într-un asemenea moment. Alteori, presiunea pentru terminarea unor proiecte este atât de mare, încât frizează absurdul. Dar munca pare să pună accent pe aspecte neesențiale, ignorând cu bună știință probleme importante.
Fiind apreciat și scăpat de grijile legate de întreținerea familiei, Niro încetează la un moment dat să-și mai pună întrebări. Zilele trec una după alta, pline de ciudățenii și - deși lui i se pare că nu face nimic toată ziua - șefii săi îi laudă aportul important la proiectele derulate. Ciudățeniile încep să se înmulțească, iar Niro se străduiește să pună cap la cap piesele de puzzle pentru a înțelege situația de ansamblu. Compania prezintă un film de reclamă în care vorbește despre conturile ei fabuloase și despre capacitățile de cazare care exced populația globului. Se pornește un nou proiect, care atrage oamenii spre un joc cu reguli ciudate, iar Niro descoperă că o parte din personalul companiei este format din roboți.
După ce suspectează intervenția unei civilizații extraterestre, Niro află adevărul despre compania la care lucrează: ea aduce turiști din viitor. Dar încălcarea regulilor temporale are prețul ei: civilizația prezentului se degradează continuu și Niro asistă la invazia organismelor uni și pluricelulare din trecutul îndepărtat al Pământului.

## Personaje
- Niro - specialist în chimie și fizică subnucleară
- Sinior inhiner - șeful lui Niro
- Vitorio - coleg cu Niro, mic de statură și cu câteva degete lipsă la o mână
- Don Stefano - coleg cu Niro, un om mai în vârstă, înalt de peste doi metri
- Sordi - coleg cu Niro, un tânăr slab, cu părul creț
- Avelia Ghelar - colegă cu Niro, blondă cu moravuri ușoare
- mister Jack - reprezentant al conducerii firmei la care lucrează Niro
- Huanita - soția lui Niro
- Sir Thompson - cel mai înalt reprezentant al companiei la care lucrează Niro, devine protectorul Aveliei

## Opinii critice
Aurel Cărășel consideră Anomia „un text distopic, realizat într-un stil cvasikafkian”.

## Vezi și
- 1985 în științifico-fantastic